# Капустино (Усвятский район)
Капустино — деревня в Усвятском районе Псковской области России. Входит в состав сельского поселения «Усвятская волость».
Находится в 7 верстах к северо-востоку от деревни Лёхово и в 25 верстах к северо-западу от посёлка Усвяты.

## Население
Численность населения деревни на конец 2000 года составляла 6 жителей.